# Civilisation du riz
On appelle civilisation du riz l'ensemble des territoires et populations dont le riz est (ou plutôt était) la principale culture et le principal aliment. Elle recouvre principalement les continents asiatique et africain et s'oppose à ce titre aux civilisations du blé (Europe et Moyen-Orient) et du maïs (Amérique).
Ce concept forgé par l'historien français Fernand Braudel s'applique principalement à l'histoire du monde de l'Antiquité au XVIIIe siècle. Dès la fin du XVIIIe siècle, la première mondialisation brouille en effet les pistes et rend cette description obsolète. 
Le riz est la plante de civilisation du continent asiatique. Braudel nous précise que c'est une plante "dominante, tyrannique". Le riz et le blé sont originaires de la même zone géographique : l'Asie centrale. L'Occident a choisi le blé tandis que l'Orient opta pour le riz. L'avantage principal du riz sur le blé est de pouvoir produire deux et même trois récoltes par an. Ces rendements nécessitent toutefois un calendrier agricole très rigoureux et des efforts permanents ce qui n'est pas le cas pour le blé.

## Source
- Fernand Braudel, Civilisation matérielle, économie et capitalisme, XVe-XVIIIe siècle, Paris, Armand Colin, 1979, volume 1, chapitre « Le pain de chaque jour », p.81-152.